# الأخبار الكنسية⁩⁩
الأخبار الكنسية مجلة فلسطينية تصدر في القدس بشكل شهري. هي مجلّة دينية مسيحية تعتبر لسان حال الكنيسة الإنجيلية العربية في فلسطين منذ سنة 1925م ما زالت تصدر حتى يومنا هذا. إلى جانب التقارير الإخبارية، تركّز المجلة بصورة خاصة على المقالات الدينية التي تتمتّع بأبعاد تاريخية وأخلاقية. استبدل اسم المجلة في سنة 1957م بـالرائد إلاّ أنها عادت سريعًا إلى اسمها الأول.